# Мильпошський потік
Мильпошський потік (словац. Milpošský potok) — річка; ліва притока Ториси, протікає в окрузі Сабінов.
Довжина приблизно 8.7-9.2 км. Витік знаходиться в масиві Чергівські гори (біля перевалу Ждяре) — на висоті приблизно 860 метрів.
Протікає територією сіл Мильпош; Ганигівці; Рожковани і Червениця коло Сабинова. Впадає в Торису на висоті приблизно 355—360 метрів.